# Charles M. Schulz

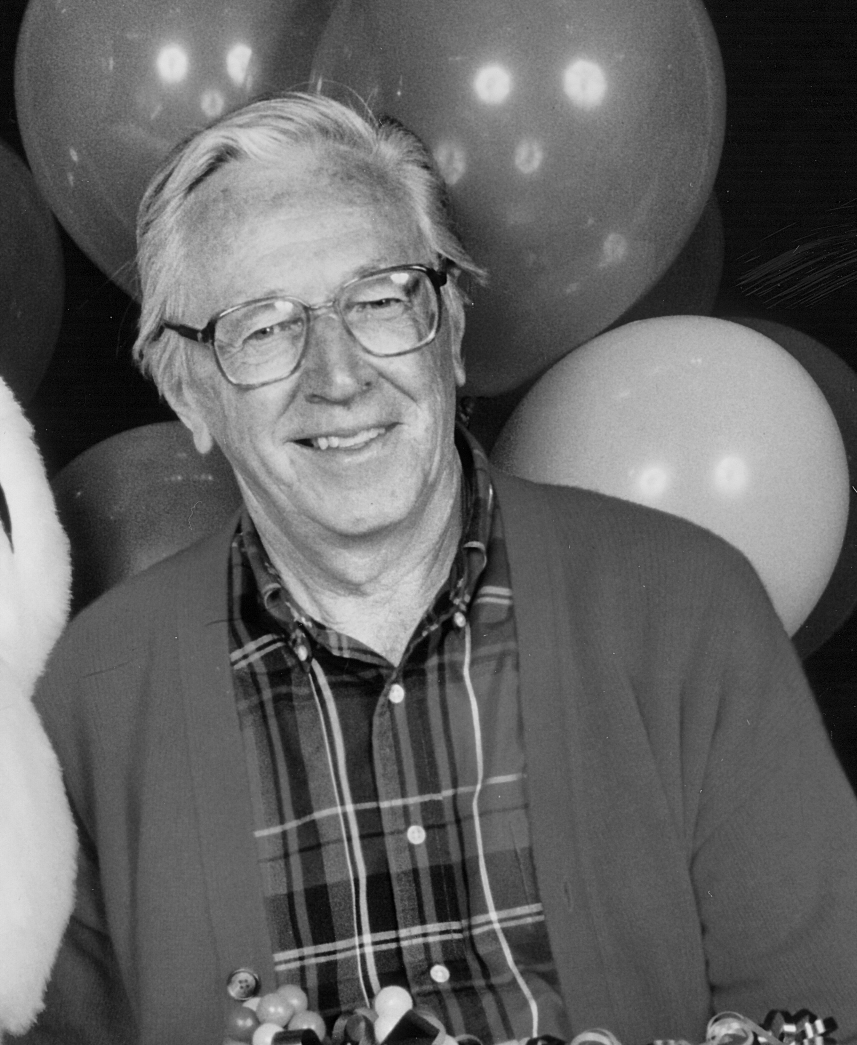
Charles M. Schulz (1983)

Charles Monroe Schulz (Minneapolis, Minnesota, 1922. november 26. – Santa Rosa, Kalifornia, 2000. február 12.) amerikai képregényalkotó, a kritikailag is elismert Peanuts című képsor írója és rajzolója.

## Életpályája
Charles M. Schulz 1922. november 26-án született Minneapolisban, Dena Halverson és Carl Schulz egyetlen gyermekeként. Családja német-norvég eredetű. Már fiatalon érdeklődött a képregényrajzolás iránt. A középiskola elvégzése után az Art Instruction Schools levelező oktatásán kezdett rajzolni tanulni. A második világháború évei alatt, 1943 és 1945 között Franciaországban és Németországban harcolt. A háború után, az Egyesült Államokba visszatérve alkotta meg L’il Folks című képsorát. A Peanutsra átkeresztelt képregény 1950 október 2-ától az United Feature Syndicate sajtóügynökség közvetítésén keresztül jelent meg az újságokban, mely az évek során minden idők legsikeresebb képsorává vált. Két főszereplője és legismertebb figurája, a melankolikus Charlie Brown nevű kisfiú és kutyája, Snoopy. A képsor 2000-ig 75 országban, 21 nyelven és 2600 újságban jelent meg naponta. Schulz ötvenéves pályafutása során több mint 18 250 képsort rajzolt.
Charles M. Schulz 2000. február 12-én, 77 évesen, vastagbélrákban hunyt el. Számos elismerése mellett 2001. június 7-én posztumusz tüntették ki a Kongresszusi Aranymedállal.